# Gianni Rodriguez
Gianni Danielle Rodríguez Fernández (Montevideo, 7 juni 1994) is een Uruguayaans voetballer die bij voorkeur als linksback speelt. Hij speelt momenteel bij SL Benfica.

## Clubcarrière
Rodríguez komt uit de jeugdacademie van Danubio. Hij debuteerde voor Danubio in de Uruguayaanse Primera División tijdens het seizoen 2012/13. In zijn debuutjaar kwam hij tot 12 competitiewedstrijden. Op 31 januari 2013 werd hij voor €800.000 verkocht aan het Portugese SL Benfica. Hij komt uit voor Benfica B, dat in de Segunda Liga actief is.

## Interlandcarrière
Rodríguez speelde 19 interlands voor Uruguay -20, waarmee hij deelnam aan het WK -20 2013 in Turkije.
1 Trubin ·
3 Carreras ·
4 Silva ·
6 Bah ·
7 Amdouni ·
8 Aursnes ·
9 Cabral ·
10 Kökçü ·
11 Di María ·
14 Pavlidis ·
16 Neto ·
17 Aktürkoğlu ·
18 Barreiro ·
20 Mário ·
21 Schjelderup ·
23 Meïté ·
24 Soares ·
25 Prestianni ·
28 Kaboré ·
30 Otamendi ·
32 Benjamín Rollheiser ·
36 Leonardo ·
37 Beste ·
44 Araújo ·
47 Gouveia ·
61 Luís ·
81 Bajrami ·
84 Rêgo ·
85 Sanches ·
Coach: Lage